# Contea di Vanderburgh
La contea di Vanderburgh (in inglese Vanderburgh County) è una contea dello Stato dell'Indiana, negli Stati Uniti. La popolazione al censimento del 2010 era di 179 703 abitanti. Il capoluogo di contea è Evansville.